# 八甲田農業協同組合
八甲田農業協同組合（はっこうだのうぎょうきょうどうくみあい、略称：JA八甲田、八甲田農協）は2010年3月まで存在し、青森県上北郡東北町に本店を置いていた農業協同組合。
2010年4月1日をもって、上北地域2農協（(旧)十和田おいらせ・横浜町）とむつ市のはまなす農協と共に新設合併した(新)十和田おいらせ農業協同組合の発足に伴って解散し、10年間の歴史に幕を下ろした。

## 沿革
- 2000年7月1日 - 上北町・十和田湖町・七戸町の3農協が新設合併し、八甲田農業協同組合が発足。
- 2010年4月1日 - 当農協と(旧)十和田おいらせ・横浜町・はまなすの3農協と共に新設合併して(新)十和田おいらせ農業協同組合発足に伴い、解散。

## 店舗
上北郡
- 本店 - 東北町上野新堤向93-1
- 七戸支店 - 七戸町笊田川久保8-3

十和田市
- 十和田湖支店 - 奥瀬堰道16-1

## 主な作物
- コメ
- 長いも
- ニンジン
- ニンニク
- トマト など